# Johnstonella grayi
Johnstonella grayi är en strävbladig växtart som först beskrevs av George Vasey och Rose, och fick sitt nu gällande namn av Hasenstab och M.G.Simpson. Johnstonella grayi ingår i släktet Johnstonella och familjen strävbladiga växter.

## Underarter
Arten delas in i följande underarter:
- J. g. cryptochaeta
- J. g. nesiotica